# Гион

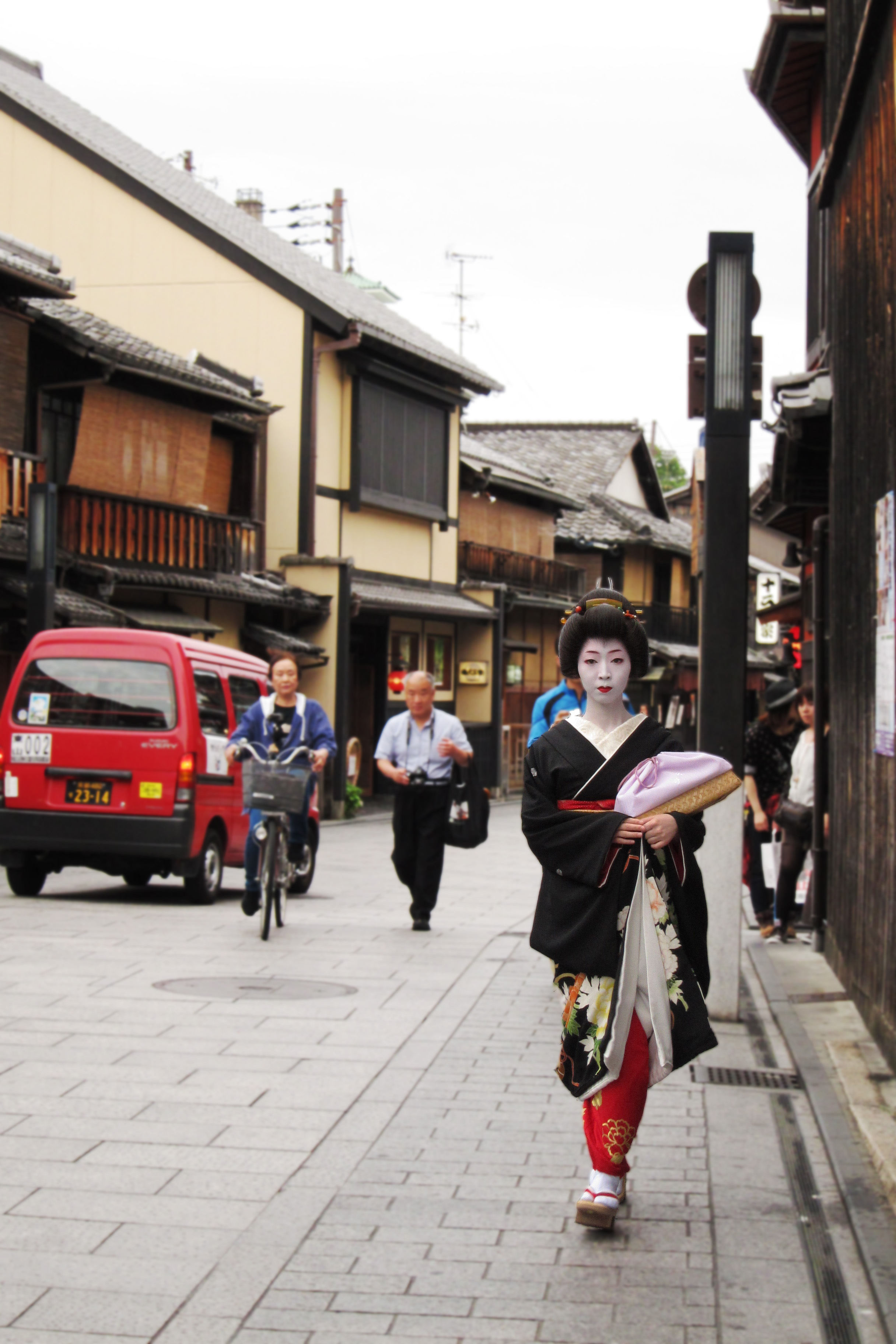
Гэйко Косэн идёт по Гион-кобу

Гион (яп. 祇園) — район японского города Киото, появившийся в Средние века благодаря соседству со святилищем Ясака, построенным в 656 году. В XXI веке Гион — самый известный район проживания и работы гейш. Здесь много ресторанов китайской и итальянской кухни, а в лавках, расположенных на улицах этого квартала, продаются кандзаси, благовония и аксессуары для кимоно. Большинство гионских зданий — деревянные чайные домики, зачастую перестроенные внутри, однако на нескольких улицах можно увидеть современные развлекательные заведения. Гион остаётся самым престижным и известным местом, где можно увидеть традиционную культуру, сочетающуюся с современными модными тенденциями.

## Ханамати
В XXI веке по улицам Гиона гейши и их ученицы-майко в парадных кимоно всё так же вечерами спешат на работу в один из чайных домиков. В 2004 году всего в Гионе работало около ста гейш и тридцати майко. Существует распространённое, но неправильное мнение, что Гион — это «район красных фонарей». Но Гион — район гейш, а гейши — не проститутки. В Киото находится район Симабара, где ранее был лицензированный квартал проституток.
В Гионе расположены два ханамати — района проживания и работы гейш: Гион-кобу (祇園甲部) и Гион-хигаси (祇園東). Здесь же находится офис самой известной школы японского танца — Иноуэ. В начале периода Эдо Гион стал популярен у разбогатевшего класса торговцев, его активно перестраивали.
Архитектура Гиона в значительной степени представлена старинными деревянными домиками (матия), часть из которых являются знаменитыми «чайными домиками» — о-тяя, а также домики гейш — окия. У входа в такие заведения висит норэн, а внутри расстелены татами. В чайных домиках высшие слои общества, от торговцев и самураев старого Киото до современных бизнесменов, отдыхают и развлекаются в обществе гейш. Гион-кобу — единственный квартал гейш, где официально принимают первых лиц государства. Самый знаменитый японский чайный домик — Итирики — также находится в Гионе, здесь же работала гейша Минэко Ивасаки, чью жизнь Артур Голден положил в основу бестселлера «Мемуары гейши».

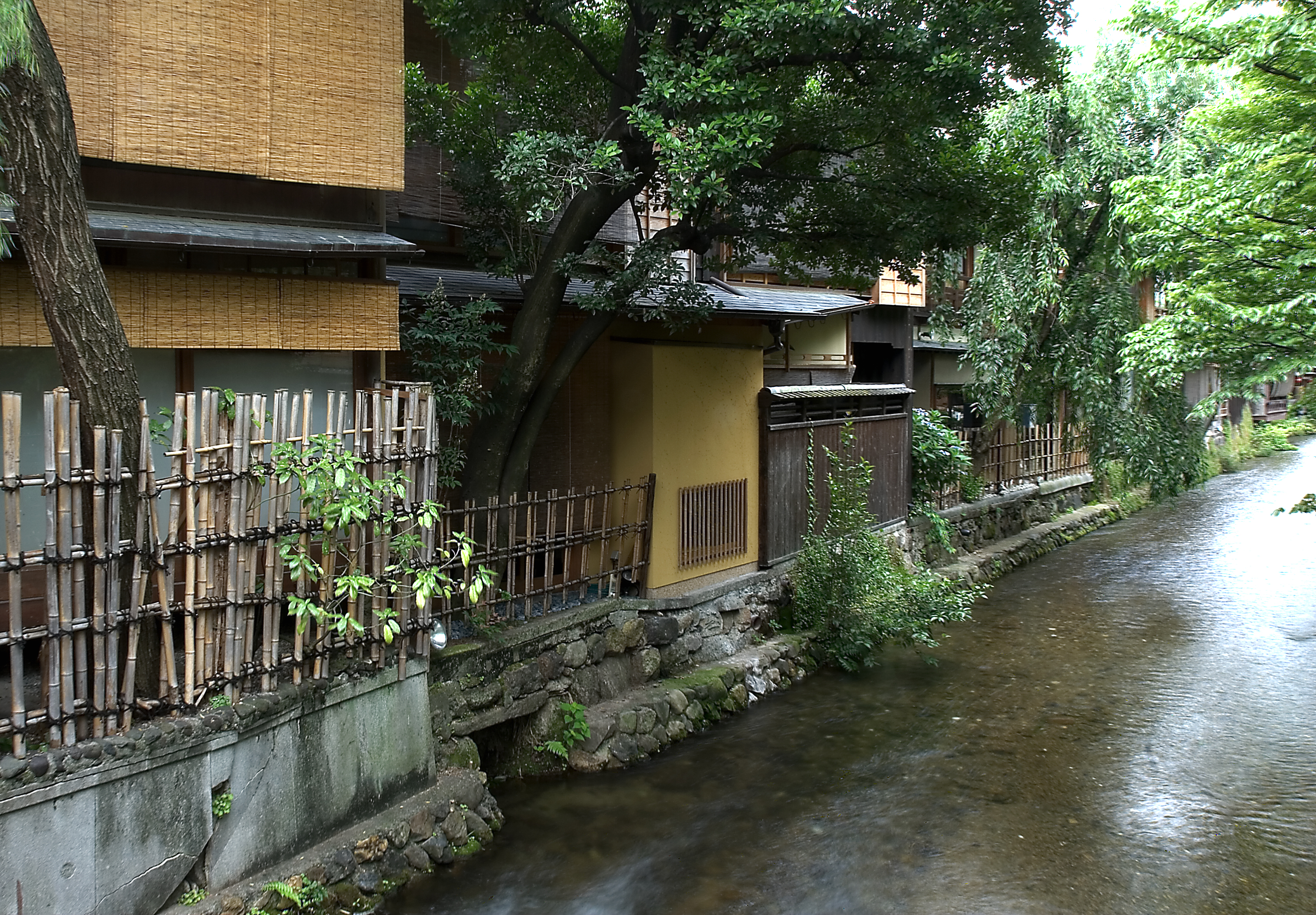
Канал Сиракара в Гионе. На противоположной стороне расположен о-тяя
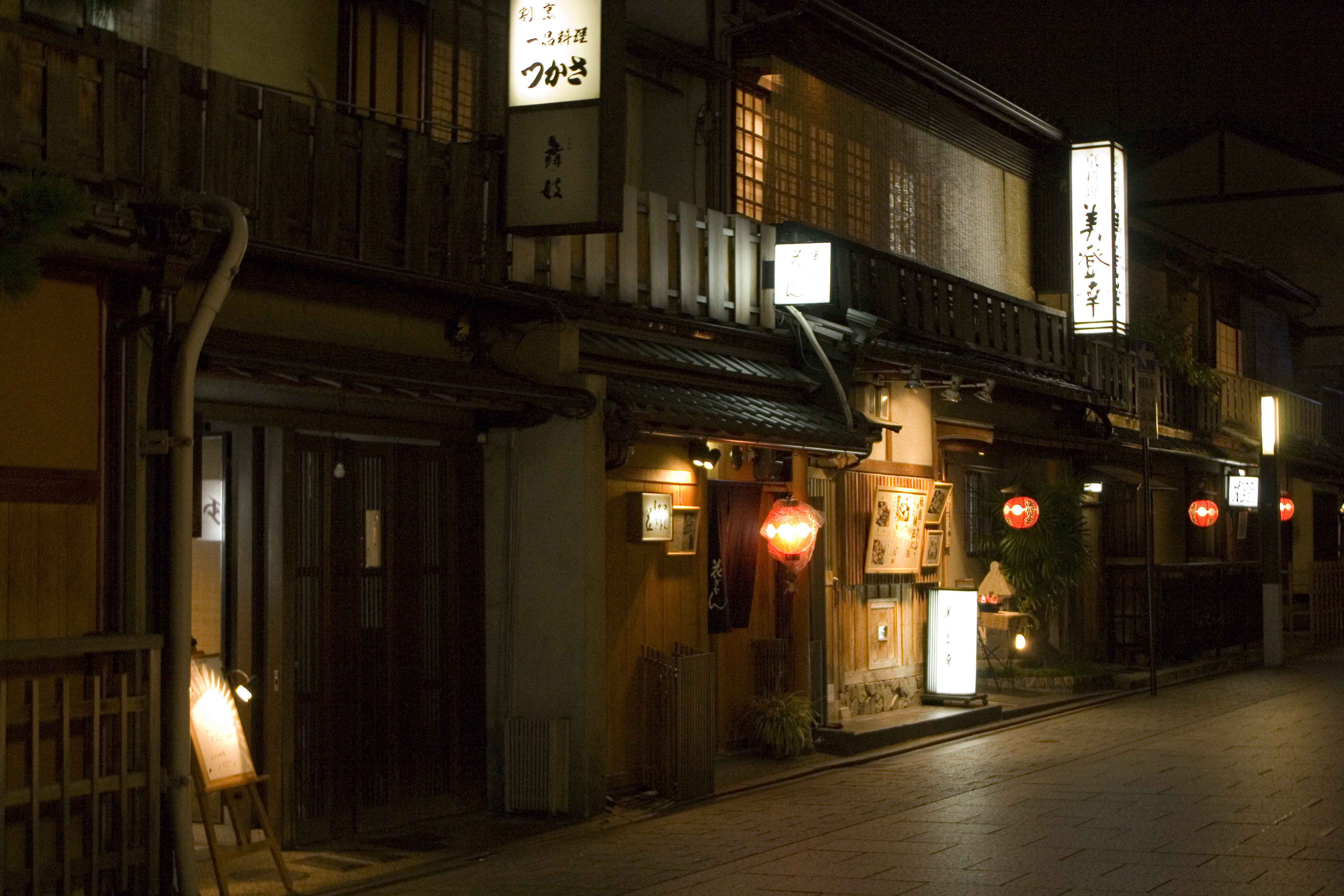
Традиционные рестopаны Гиона, освещённые фонариками
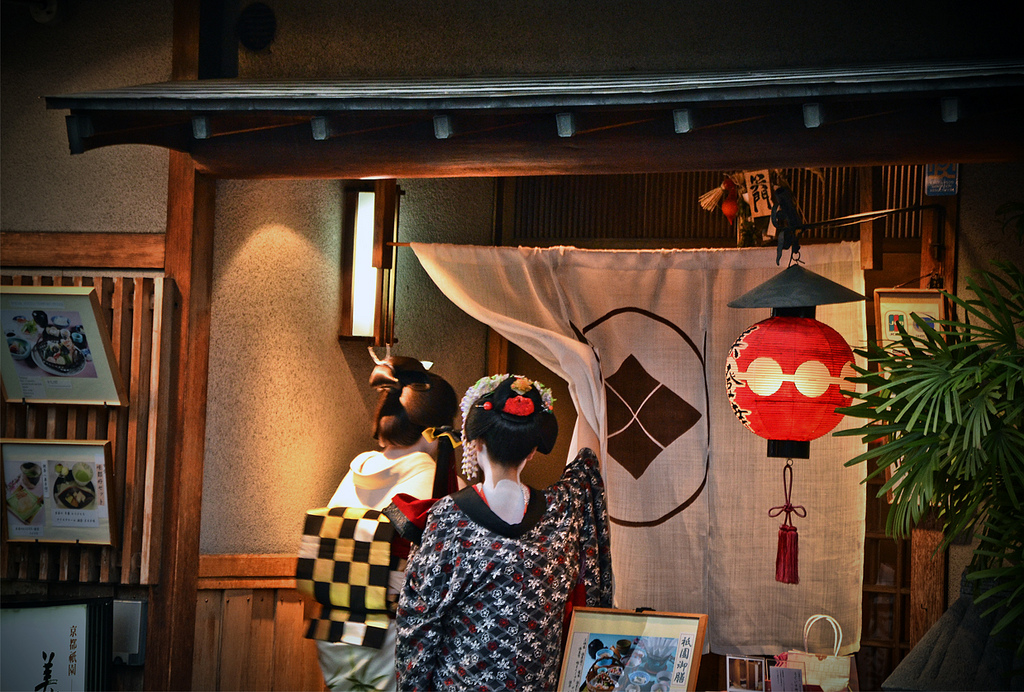
Майко отдёргивает занавесь у входа в гионский о-тяя

## Мероприятия
В июле в Гионе проводят фестиваль Гион-мацури, который посещает более миллиона человек ежегодно.
С 1872 года гейши Киото каждый год выступают с танцевальными представлениями, самое популярное из которых проводится в Гион-кобу в апреле, в пору цветения сакуры — Мияко одори, «Танцы старой столицы». В Гион-хигаси проводят осенний аналогичный фестиваль Гион-одори Изначально все эти фестивали появились для того, чтобы закрепить за Киото статус «культурной столицы» после переноса органов власти в Токио.

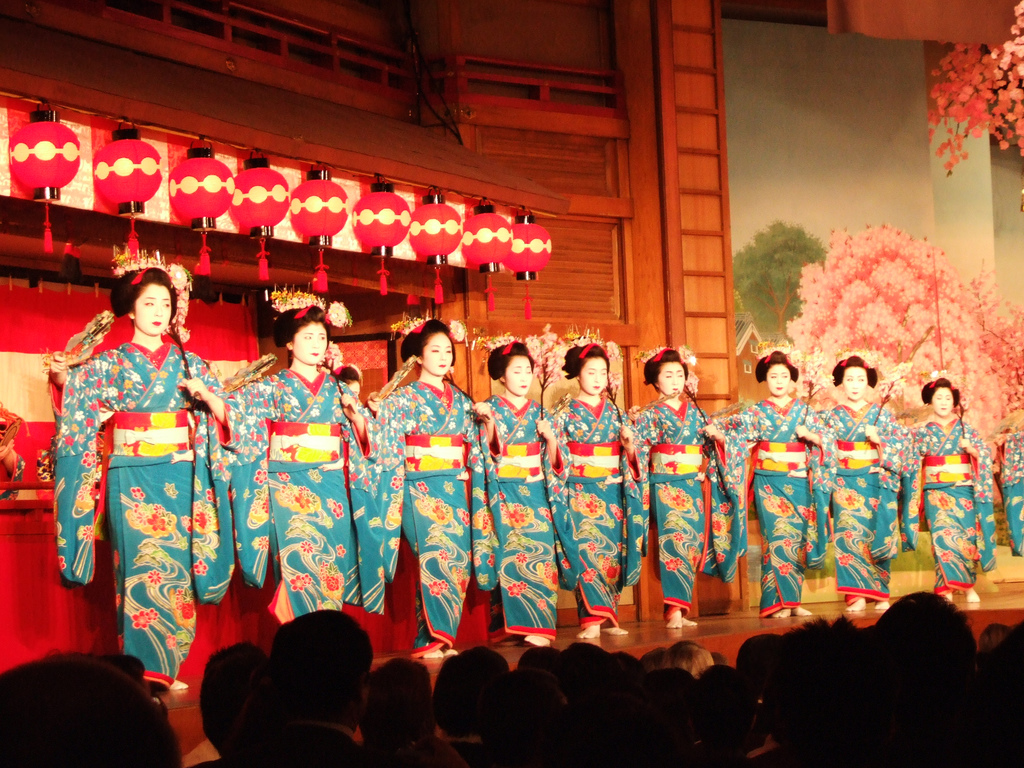
Мияко-одори
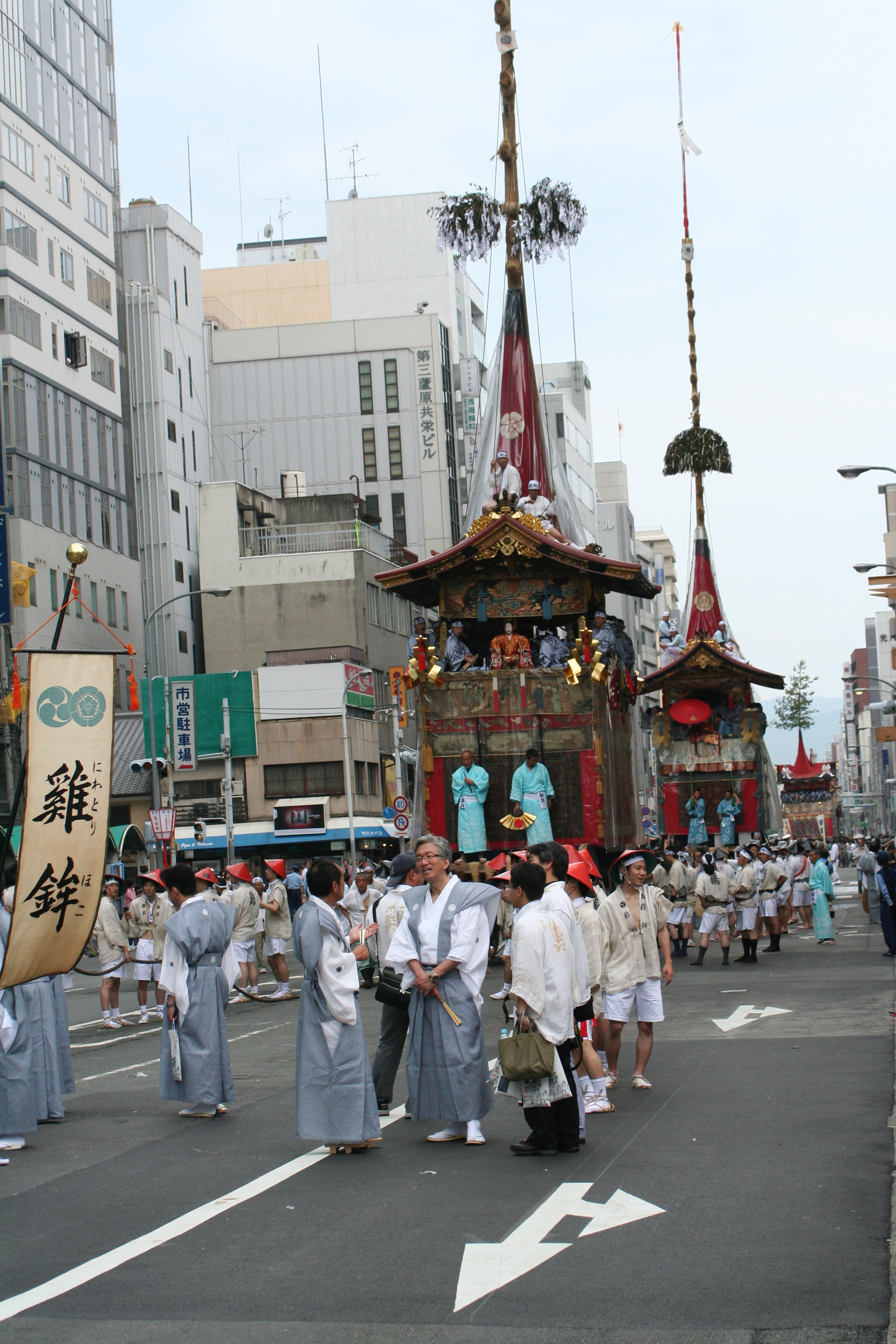
Гион-мацури
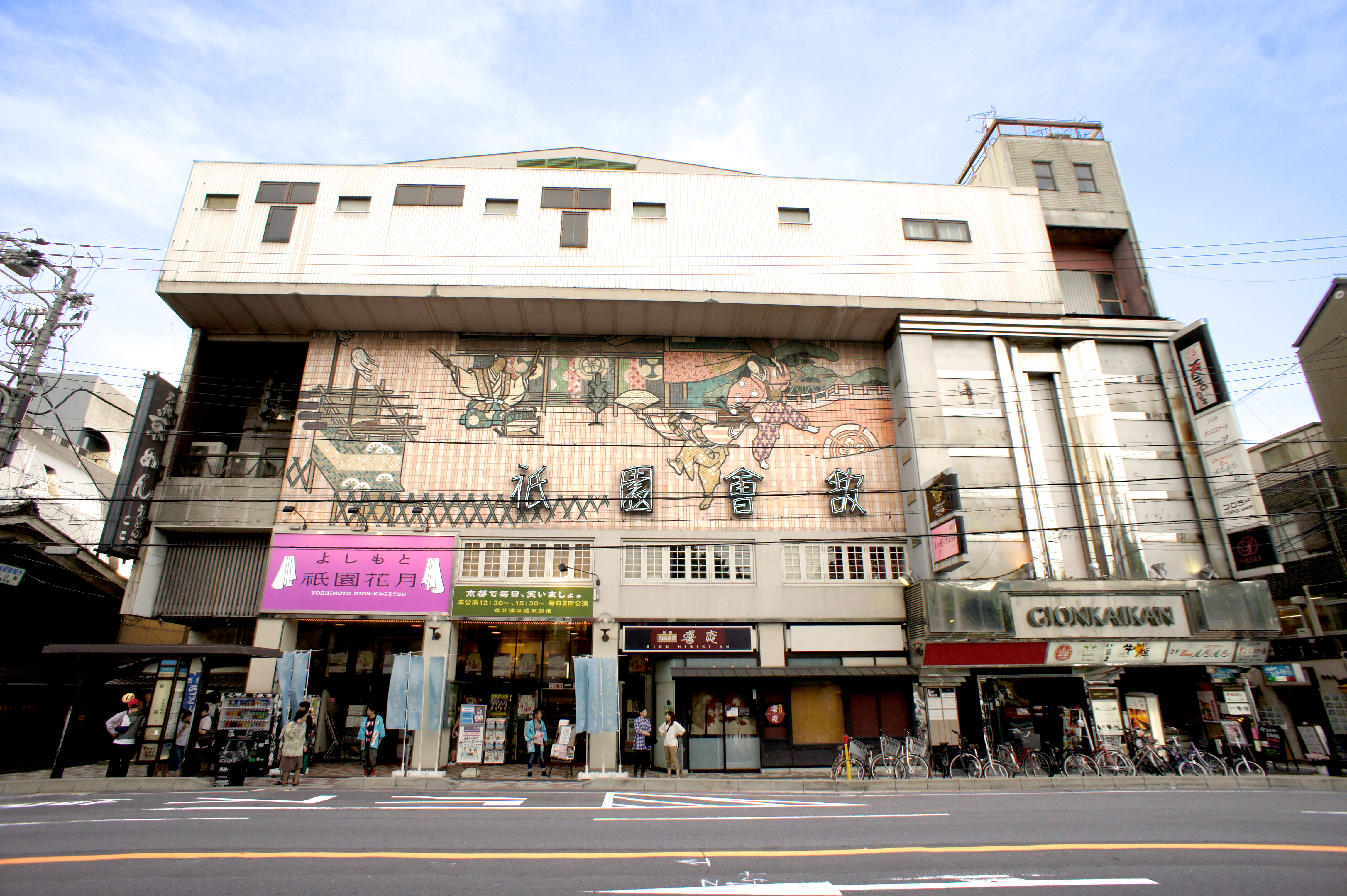
Театр Гион-кайкан, в котором проводят Гион-одори